# الطواجنة (الزع)
الطواجنة هو دُوَّار يقع بجماعة أيير، إقليم آسفي، جهة مراكش آسفي في المملكة المغربية. ينتمي الدوّار لمشيخة الزع التي تضم 13 دوار. يقدر عدد سكانه بـ 498 نسمة حسب الإحصاء الرسمي للسكان والسكنى لسنة 2004.

## روابط خارجية
- البوابة الوطنية للجماعات الترابية
- المندوبية السامية للتخطيط